# Nordwestliche Hawaii-Inseln
Die Nordwestlichen Hawaii-Inseln oder Inseln unter dem Winde (abgekürzt NWHI, englisch Northwestern Hawaiʻian Islands oder Leeward Islands, hawaiisch Papahānaumokuākea) sind eine Kette kleiner Inseln, Atolle und Korallenriffe im zentralen Pazifischen Ozean.
Sie liegen nordwestlich der zu den Hauptinseln (engl.: Southeastern Hawaiʻian Islands oder Windward Islands) gehörenden Inseln Kauaʻi und Niʻihau und gehören mit Ausnahme der Midwayinseln, die ein sogenanntes nicht inkorporiertes Territorium der USA darstellen, zum US-Bundesstaat Hawaii. Verwaltungsmäßig werden sie dem Honolulu County zugeordnet.

## Geographie
Die Nordwestlichen Hawaii-Inseln erstrecken sich im Pazifischen Ozean auf etwa 25° nördlicher Breite über eine Länge von angenähert 2000 Kilometern von etwa 161° westlicher Länge bis zur Datumsgrenze bei 180° Länge.
Die gesamte Landfläche aller Inseln beträgt nur etwa 14,3 km², wovon fast die Hälfte (6,23 km²) auf die Midwayinseln entfällt.
Zur Inselkette gehören in geographischer Reihenfolge von Südost nach Nordwest:
| Karte | Luft- bild | Name                   | hawaiisch         | Fläche in ha | Anzahl Inseln | Bevöl- kerung |
| ----- | ---------- | ---------------------- | ----------------- | ------------ | ------------- | ------------- |
|       |            | Nihoa                  | Nihoa (Moku Manu) | 070,0        | 01            | -             |
|       |            | Necker Island          | Mokumanamana      | 018,3        | 01            | -             |
|       |            | French Frigate Shoals  | Kānemilohaʻi      | 024,9        | 13            | -             |
|       |            | Gardner Pinnacles      | Pūhāhonu          | 002,4        | 02            | -             |
|       |            | Maro Reef              | Nalukakala        | 000,4        | -             | -             |
|       |            | Laysan                 | Kauō              | 411,4        | 01            | -             |
|       |            | Lisianski              | Papaʻāpoho        | 155,6        | 01            | -             |
|       |            | Pearl-und-Hermes-Atoll | Holoikauaua       | 036,0        | 06            | -             |
|       |            | Midway-Atoll           | Pihemanu          | 623,0        | 03            | 40 1)         |
|       |            | Kure-Atoll             | Mokupāpapa        | 086,2        | 02            | -             |

1) Wissenschaftler

## Geologie

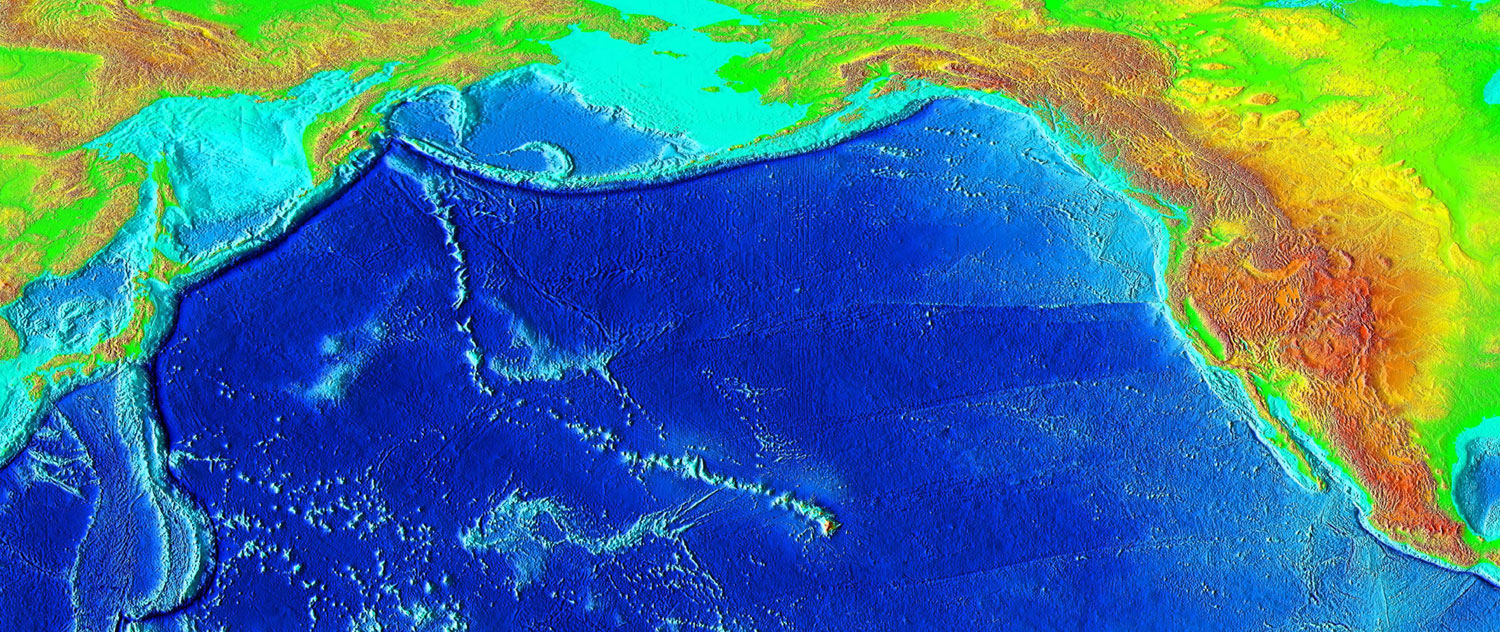
Karte des Nordpazifiks mit der Hawaii-Emperor-Kette (Mitte)

Die Inselkette ist vulkanischen Ursprungs und Teil der sich von Kamtschatka bis zur Insel Hawaii (Big Island) erstreckenden Hawaii-Emperor-Kette. Sie ist aus dem gleichen vulkanischen Hotspot hervorgegangen, der auch die hawaiischen Hauptinseln geformt hat und aktuell für das Wachstum der Insel Hawaii am südöstlichen Ende des Archipels verantwortlich ist.
Während Big Island noch im Wachstum begriffen ist, sind sämtliche Inseln im Nordwesten bereits wieder am Schrumpfen. Somit nimmt die Höhe der Nordwestlichen Hawaii-Inseln von Südost nach Nordwest in der Regel ab, nordwestlich des Kure-Atolls existieren dann nur noch sogenannte Seamounts.
Das Alter der Inseln reicht von 7,2 Mio. Jahren (Nihoa) bis zu 29,8 Mio. Jahren (Kure-Atoll). Viele der älteren Inseln würden heute ebenfalls nicht mehr bis zur Meeresoberfläche reichen oder wären wesentlich kleiner, hätten nicht Korallen auf den alten Vulkanen angefangen, Riffe zu bauen. Die Riffe wachsen schnell genug um die Subsidenz der Vulkanbauten ausgleichen zu können. Bei den alten Vulkanen weiter nördlich konnte dieser Prozess nicht ablaufen, da nördlich von 30° N das Wasser zu kalt für riffbildende Korallen ist (Kure liegt auf 28,5° N).

## Bevölkerung
Nihoa und Necker weisen Zeugnisse einer frühen hawaiischen Besiedlung auf, waren zum Zeitpunkt der Entdeckung durch Europäer jedoch unbewohnt. Die Inseln haben heute keine permanente Bevölkerung, auf den Midwayinseln halten sich jedoch etwa 40 Bewohner, zumeist wissenschaftliches Personal, auf.

## Naturschutz

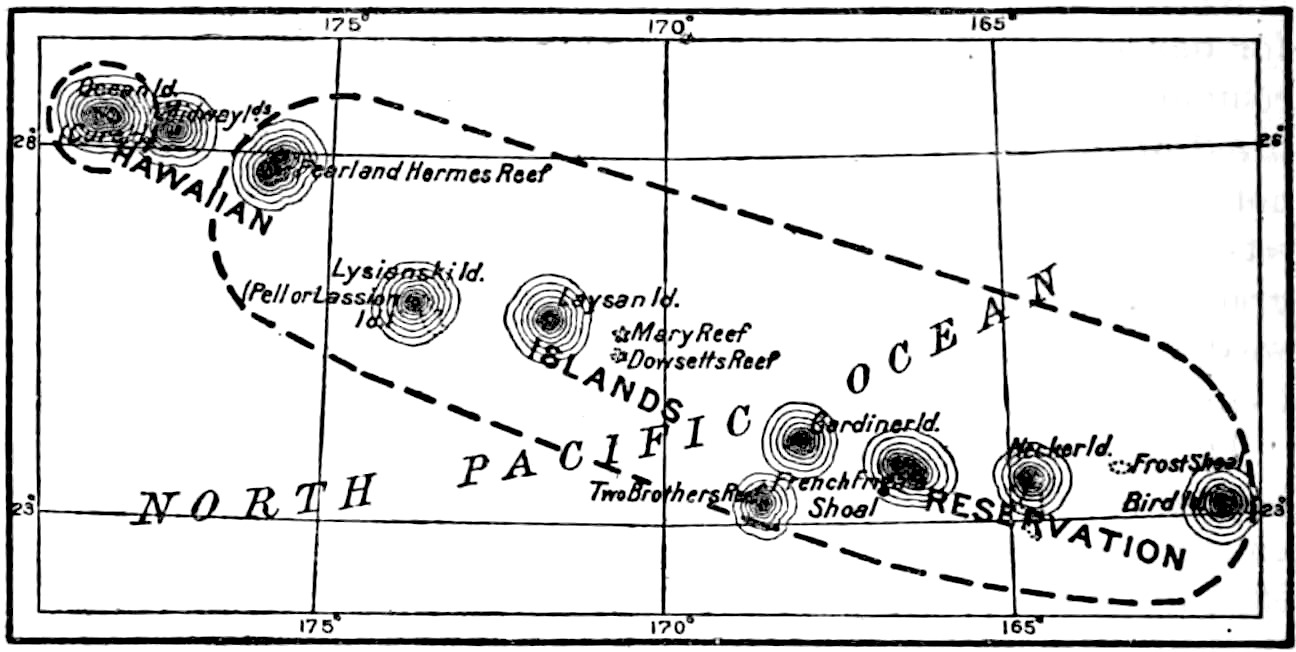
Karte des Schutzgebiets von 1909

Wegen des dramatischen Rückgangs der Vogelbestände wurden bereits am 3. Februar 1909 sämtliche nordwestlichen Hawaii-Inseln mit Ausnahme Midways von US-Präsident Theodore Roosevelt zum Vogelschutzgebiet Hawaiian Islands Bird Reservation erklärt. Die Midwayinseln wurden am 31. Oktober 1996, nach Abzug des Militärs, ein Teil des Pacific Island Wildlife Refuge Complexes.
Nachdem die Inselkette und ihre umliegenden Gewässer im Jahr 2002, nun inklusive Midways, zu einem National Marine Sanctuary erklärt wurden, proklamierte George W. Bush sie am 15. Juni 2006 zum Papahānaumokuākea Marine National Monument. Das National Monument umfasste zunächst mehr als 362.000 km². 2016 vergrößerte Barack Obama die Schutzfläche auf 1,5 Mio. km². Die Inseln dürfen nur mit besonderer Genehmigung des U.S. Fish & Wildlife Services zu wissenschaftlichen Zwecken betreten werden.